# Рисдон, Джош
Джо́шуа Ро́берт Ри́сдон (англ. Joshua Robert Risdon; 27 июля 1992, Банбери, Австралия) — австралийский футболист, защитник клуба «Уэстерн Юнайтед» и сборной Австралии. Участник чемпионата мира 2018 года.

## Клубная карьера
Рисдон — воспитанник клуба «Перт Глори». 28 ноября 2010 года в матче против «Норт Квинсленд Фьюри» он дебютировал в Эй-лиге. 23 марта 2013 года в поединке против «Мельбурн Виктори» Джош забил свой первый гол за «Перт Глори».
В мае 2017 года Рисдон перешёл в «Уэстерн Сидней Уондерерс». 14 октября в матче против «Сентрал Кост Маринерс» он дебютировал за новую команду. Всего за клуб сыграл 153 матча, став вместе с Крисом Харольдом восьмым футболистом в истории клуба по этому показателю.
12 февраля 2019 года Рисдон подписал двухлетний контракт с новообразованным клубом «Уэстерн Юнайтед», став первым австралийцем в его составе. 13 октября в дебютном матче «Уэстерн Юнайтед», соперником в котором был «Веллингтон Феникс», он отметился голевой передачей.

## Международная карьера
17 ноября 2015 года в отборочном матче чемпионата мира 2018 против сборной Бангладеш Рисдон дебютировал за сборную Австралии.
В 2018 году Рисдон принял участие в чемпионате мира 2018 в России. На турнире он сыграл в матчах против команд Франции, Дании и Перу.
В 2019 году Рисдон включён в состав сборной на кубок Азии в ОАЭ. На турнире он сыграл в матче против команды Иордании.